# Baiyankamys
 Baiyankamys — рід земноводних мишевих гризунів. Вперше його описав разом з видом Baiyankamys shawmayeri Хінтон у 1943 році після того, як він знайшов останки однієї особини на південному сході гірського хребта Бісмарка, на північному сході Нової Гвінеї. Тейт у 1951 році та Лорі та Гілл у 1954 році підтвердили існування як виду, так і роду.

## Класифікація
Хінтон описав Baiyankamys як схожого за зовнішнім виглядом на вид Hydromys habbema, але відмінного завдяки нередукованим вушним раковинам та нижнім зубам. Описано, що він має три нижні моляри з обох боків нижньої щелепи, тоді як інші роди земноводних мишей у Новій Гвінеї мають лише два.

## Зовнішній вигляд
Баянкаміс вирізняється м'яким, щільним, матово-сірим верхом тіла; хвостом, довшим за довжину голови й тулуба; довгою, вузькою мордою та надзвичайно вузькими різцями.

## Середовище існування
Baiyankamys habbema зустрічається в невеликій області верхніх гірських лісів Сніжних гір Західної Нової Гвінеї, між 2800 і 3600 метрів. Baiyankamys shawmayeri зустрічається в нижніх та верхніх гірських лісах між 1500 і 2600 метрів у східних та центральних високогірних регіонах Папуа-Нової Гвінеї.